# Hyen

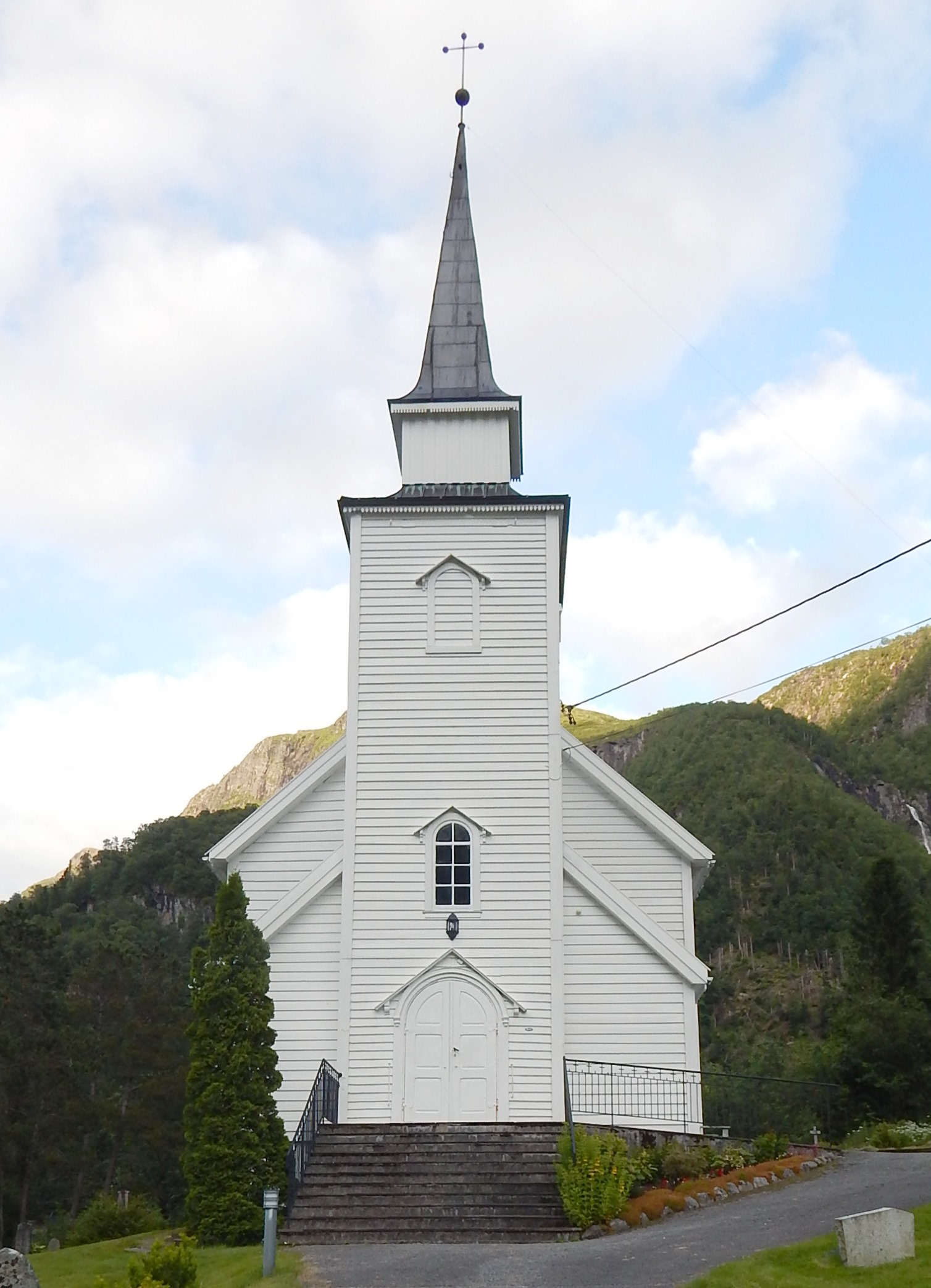
Kościół w Hyen

Hyen (lub też jako Straume) – wieś w zachodniej Norwegii, w okręgu Sogn og Fjordane, w gminie Gloppen. Wieś leży u ujścia rzek Åelva i Hopselva, na południowym krańcu fiordu Hyefjorden, wzdłuż norweskiej drogi nr 615. Straume znajduje się 32 km na zachód od miejscowości Sandane i około 21 km na południowy wschód od wsi Solheim. 
W Hyen znajduje się kościół, który wybudowany został 1876 roku.